# Synanthedon sassafras
Synanthedon sassafras is een vlinder uit de familie wespvlinders (Sesiidae), onderfamilie Sesiinae.
Synanthedon sassafras is voor het eerst wetenschappelijk beschreven door Xu in 1997. De soort komt voor in het Oriëntaals gebied.